# Hideaki Hagino
Hideaki Hagino (萩野 英明 Hagino Hideaki?,  nacido el 20 de enero de 1973 en Hokkaido) es un exfutbolista japonés. Jugaba de centrocampista y su último club fue el Sanfrecce Hiroshima de Japón.

## Trayectoria

### Clubes
| Club                | País  | Año         |
| ------------------- | ----- | ----------- |
| Sanfrecce Hiroshima | Japón | 1995 - 1996 |